# Cesny-aux-Vignes
Cesny-aux-Vignes är en kommun i departementet Calvados i regionen Normandie i norra Frankrike. Kommunen ligger i kantonen Bourguébus som ligger i arrondissementet Caen. År 2022 hade Cesny-aux-Vignes 419 invånare.

## Befolkningsutveckling
Antalet invånare i kommunen Cesny-aux-Vignes
Referens: INSEE